# Колония-Николич
Колония-Николич (исп. Colonia Nicolich) — небольшой населённый пункт в Уругвае в департаменте Канелонес, административный центр одноимённого муниципалитета.

## История
Населённый пункт развился из колонии меннонитов, которые в середине XX века переселились в эти места из Галиции.